# 総合的病害虫管理
総合的病害虫管理（そうごうてきびょうがいちゅうかんり、英語: Integrated Pest Management, IPM）とは、病害虫の防除に関し、利用可能なすべての防除技術を利用し、経済性を考慮しつつ、適切な手段を総合的に講じる防除手法のことである。
従来のように、農薬にだけ頼りきって病害虫を撲滅したり、漫然と同じ薬剤を定期散布したりするのではなく、農地を取り巻く環境状況と対象種の個体群動態を考慮しつつ、生物的防除、化学的防除、耕種的防除、物理的防除を満遍なく組み合わせることで、病害虫の密度を経済被害を生じるレベル以下に抑えるものである。
総合的病害虫管理の概念は、病院や超高層建築物などといった、建築物管理上の消毒や害虫防除においても取り入れられるようになっており総合的有害生物管理とも呼ばれる。文化財をはじめとする、博物館や美術館等の収蔵品にもIPMの手法が応用されている。

## 目的
総合的病害虫管理の目的は、人の健康に対するリスクと環境への負荷を軽減あるいは最小限にし、環境保全を重視したものに転換することにより、消費者に支持される食料供給を実現すること、と位置付けられている（農林水産省による）。

## IPMの基本的な実践方法

### 予防的措置
- 輪作、抵抗性品種の導入
- 土着天敵等の生態系が有する機能を活用
- 病害虫・雑草の発生しにくい環境を整える

### 判断
- 病害虫等の発生状況の把握
- 防除の要否、タイミングを判断

### 防除
- 防除が必要と判断された場合、経済的な被害が生じるレベル以下に抑制する多様な防除手段の中から、適切な手段を選択し、対策を講じる

## その他
多種の防除法を矛盾無く組み合わせることは難しく、関係する調査、効果の評価等の知識が必要となることや、例えば、生物農薬として天敵を導入した場合、天敵生物を殺傷しない農薬しか使えないという制約も生じる。施設栽培の場合は、天敵生物が住みやすい環境を維持しやすいが、輪作が難しくなり連作障害が発生しやすくなる、といった問題もある。